# Fyodor Kudryashov
Fyodor Vasilyevich Kudryashov - em russo, Фёдор Васильевич Кудряшов (Mamakan, 5 de abril de 1987) - é um futebolista Russo que atua como lateral. Atualmente, joga pelo Antalyaspor.

## Carreira

### FC Sibiryak Bratsk
Fyodor Kudryashov se profissionalizou no FC Sibiryak Bratsk, em 2003.

### Rubin Kazan
Fyodor Kudryashov se transferiu para o Rubin Kazan, em 2017.

## Seleção Russa
Em 3 de junho de 2018, ele foi convocado para a disputa da Copa do Mundo de 2018.  Depois de entrar como substituto no segundo jogo do grupo contra o Egito, ele foi titular no últimos três jogos da Rússia no torneio - o último jogo do grupo contra o Uruguai , as oitavas de final contra a Espanha e as quartas de final contra a Croácia .

Em 2 de junho de 2021, ele foi convocado para a disputa da Eurocopa de 2020.  Ele perdeu os dois primeiros jogos da fase de grupos da Rússia devido a lesão. Foi titular no último jogo do grupo contra a Dinamarca, quando a Rússia perdeu por 1–4 e foi eliminada, com Kudryashov substituído no meio do segundo tempo.